# Чемпионат мира по футболу среди юношеских команд 2019
Чемпионат мира по футболу (до 17 лет) 2019 года (англ. 2019 FIFA U-17 World Cup) — восемнадцатый розыгрыш чемпионата мира среди игроков до 17 лет, который прошёл с 26 октября по 17 ноября 2019 года в Бразилии. Изначально турнир планировалось провести в Перу, но в феврале 2019 года было объявлено, что Перу не сможет принять турнир из-за организационных сложностей.
Бразилия в первый раз в своей истории стала страной-хозяйкой мирового чемпионата среди юношей по футболу. Турнир прошёл на 4 стадионах в 3 бразильских городах. Это первый чемпионат мира по футболу среди юношей, на котором использовалась система видеопомощи арбитрам (VAR).
Чемпионский титул должна была защищать Англия, однако она не квалифицировалась в финальную часть турнира. Финальный матч прошёл 17 ноября на стадионе «Безерран» в Гаме: в нём сборная Бразилии обыграла сборную Мексики.

## Выборы организатора
Приём заявок на проведение соревнования начался в июне и завершился 1 ноября 2017 года. Федерации могли подавать заявки на проведении как чемпионата мира среди юношей до 17 лет, так и на проведение чемпионата мира среди молодёжных команд, но турниры в любом случае должны были пройти в разных странах. Страна-организатор турнира должна была быть объявлена в конце 2017 — начале 2018 года.
Интерес к проведению турнира озвучили Кения, Сингапур и Руанда.
Заявки на проведения чемпионата подали Перу и Руанда, которая отозвала свою заявку 8 марта 2018 года из-за проблем с логистикой. 16 марта 2018 года в Боготе ФИФА объявила о том, что соревнования пройдут в Перу.
22 февраля 2019 ФИФА отозвала право на проведение к Перу, из-за неготовности стадионов и других спортивных объектов. В тот же день ФИФА отправила письмо Бразильской конфедерации футбола, чтобы то смогло принять у себя турнир, подкрепив тем, что летом в Бразилии пройдёт Кубок Америки. Таким образом, Бразилия осталась единственной способной страной, которая могла принять чемпионат мира у себя.
Новая страна-хозяйка была объявлена 15 марта 2019. Ею, как и ожидалось, стала Бразилия.

## Отборочный турнир
В финальной части турнира приняли участие 24 команды, квалифицирующиеся по результатам континентальных турниров. Действующий на тот момент чемпион мира — сборная Англии — не квалифицировалась в финальную стадию. Это второй подряд случай, когда действующий обладатель титула не смог принять участия в следующем турнире.
 Ангола,  Соломоновы Острова и  Сенегал дебютировали на турнире.

### Квалифицировались в финальный турнир
| Сборная            | Способ квалификации           | Дата квалификации | Участие | Подряд | В последний раз | Лучший результат                                    |
| ------------------ | ----------------------------- | ----------------- | ------- | ------ | --------------- | --------------------------------------------------- |
| Соломоновы Острова | ОФК, финалист                 | 19 сентября 2018  | Дебют   | Дебют  | Дебют           | Дебют                                               |
| Новая Зеландия     | ОФК, финалист                 | 19 сентября 2018  | 9       | 7      | 2017            | 1/8 финала (2009, 2011, 2015)                       |
| Япония             | АФК, полуфиналист             | 30 сентября 2018  | 9       | 2      | 2017            | Четвертьфинал (1993, 2011)                          |
| Таджикистан        | АФК, полуфиналист             | 30 сентября 2018  | 2       | 1      | 2007            | 1/8 финала (2007)                                   |
| Австралия          | АФК, полуфиналист             | 1 октября 2018    | 13      | 1      | 2015            | Финалист (1999)                                     |
| Республика Корея   | АФК, полуфиналист             | 1 октября 2018    | 6       | 1      | 2015            | Четвертьфинал (1987, 2009)                          |
| Бразилия           | Организатор                   | 15 марта 2019     | 17      | 13     | 2017            | Чемпион (1997, 1999, 2003)                          |
| Аргентина          | КОНМЕБОЛ, 1-е место           | 11 апреля 2019    | 14      | 1      | 2015            | 3-е место (1991, 1995, 2003)                        |
| Чили               | КОНМЕБОЛ, 2-е место           | 11 апреля 2019    | 5       | 3      | 2017            | 3-е место (1993)                                    |
| Парагвай           | КОНМЕБОЛ, 3-е место           | 14 апреля 2019    | 5       | 3      | 2017            | Четвертьфинал (1999)                                |
| Эквадор            | КОНМЕБОЛ, 4-е место           | 14 апреля 2019    | 5       | 1      | 2015            | Четвертьфинал (1995, 2015)                          |
| Камерун            | КАФ, полуфиналист             | 18 апреля 2019    | 2       | 1      | 2003            | Групповой этап (2003)                               |
| Нигерия            | КАФ, полуфиналист             | 20 апреля 2019    | 12      | 1      | 2015            | Чемпион (1985, 1993, 2007, 2013, 2015)              |
| Ангола             | КАФ, полуфиналист             | 20 апреля 2019    | Дебют   | Дебют  | Дебют           | Дебют                                               |
| Франция            | УЕФА, полуфиналист            | 12 мая 2019       | 7       | 3      | 2017            | Чемпион (2001)                                      |
| Нидерланды         | УЕФА, полуфиналист            | 12 мая 2019       | 4       | 1      | 2011            | 3-е место (2005)                                    |
| Канада             | КОНКАКАФ, полуфиналист        | 12 мая 2019       | 6       | 1      | 2013            | Групповой этап (1987, 1989, 1993, 1995, 2011, 2013) |
| США                | КОНКАКАФ, полуфиналист        | 12 мая 2019       | 17      | 3      | 2017            | 4-е место (1995)                                    |
| Мексика            | КОНКАКАФ, полуфиналист        | 12 мая 2019       | 14      | 6      | 2017            | Чемпион (2005, 2011)                                |
| Гаити              | КОНКАКАФ, полуфиналист        | 12 мая 2019       | 2       | 1      | 2007            | Групповой этап (2007)                               |
| Италия             | УЕФА, полуфиналист            | 13 мая 2019       | 8       | 1      | 2013            | 4-е место (1987)                                    |
| Испания            | УЕФА, полуфиналист            | 13 мая 2019       | 10      | 2      | 2017            | Финалист (1991, 2003, 2007, 2017)                   |
| Венгрия            | УЕФА, победа в стыковом матче | 16 мая 2019       | 2       | 1      | 1985            | Четвертьфинал (1985)                                |
| Сенегал            | КАФ, заменил Гвинею           | 17 мая 2019       | Дебют   | Дебют  | Дебют           | Дебют                                               |

## Места проведения
Матчи турнира прошли на 4 стадионах в 3 бразильских городах.
| Эстадио да Серринья | Эстадио Олимпико       |
| Вместимость: 9900   | Вместимость: 13 500    |
|                     |                        |
| Гама                | Кариасика              |
| Безерран            | Эстадио Клебер Андраде |
| Вместимость: 20 310 | Вместимость: 21 000    |
|                     |                        |

## Финальный турнир

### Жеребьёвка и посев команд
Расписание матчей было представлено 10 июля 2019 года за день перед жеребьёвкой.
Жеребьёвка финального турнира состоялась 11 июля 2019 года в штаб-квартире ФИФА в Цюрихе, Швейцария. 24 команды были распределены в 6 групп по 4 команды в каждой. Хозяйка турнира сборная Бразилии автоматически получила позицию A1, а остальные команды были посеяны в соответствии с выступлением на последних пяти турнирах, с бонусными очками присвоенными чемпионам в континентальных первенствах. Сначала распределялись команды из 1 корзины, затем из 2, 3 и 4. Также определялась позиция в группе для каждой команды. В одну группу не могли попасть представители одной конфедерации.
| Корзина 1                                                                 | Корзина 2                                                                  | Корзина 3                                                   | Корзина 4                                                               |
| ------------------------------------------------------------------------- | -------------------------------------------------------------------------- | ----------------------------------------------------------- | ----------------------------------------------------------------------- |
| - Бразилия (Организатор) - Мексика - Нигерия - Франция - Япония - Испания | - Аргентина - США - Новая Зеландия - Парагвай - Эквадор - Республика Корея | - Италия - Камерун - Австралия - Чили - Канада - Нидерланды | - Ангола - Гаити - Венгрия - Сенегал - Соломоновы Острова - Таджикистан |

### Главные тренеры и капитаны команд
У тренеров флаг указан, если специалист возглавляет сборную не своей страны
| Сборная          | Тренер              | Капитан |
| ---------------- | ------------------- | ------- |
| Бразилия         | Гильерме Далла Деа  |         |
| Канада           | Эндрю Оливери       |         |
| Новая Зеландия   | Хосе Фигейра        |         |
| Ангола           | Педру Гонсалвеш     |         |
| Нигерия          | Ману Гарба          |         |
| Венгрия          | Шандор Прейшингер   |         |
| Эквадор          | Хавьер Родригес     |         |
| Австралия        | Тревор Морган       |         |
| Республика Корея | Ким Джунг Су        |         |
| Гаити            | Рафаэль Ноавеш Диас |         |
| Франция          | Жан-Клод Джунтини   |         |
| Чили             | Эрнан Капутто       |         |
| США              | Рафаэль Вики        |         |
| Сенегал          | Малик Даф           |         |
| Япония           | Мориямо Ёсиро       |         |
| Нидерланды       | Петер Ван дер Веен  |         |
| Таджикистан      | Зайниддин Рахимов   |         |

### Составы команд
В турнире имеют право принимать участие футболисты, родившиеся после 2 января 2002 года, но не позже 31 декабря 2004 года.
Команды сначала должны были представить предварительный список из 22-50 футболистов. В окончательную заявку на турнир попадает 21 игрок (из них не менее трёх вратарей). В случае травмы игроки в окончательной заявке могли быть заменены не позднее, чем за 24 часа до первого матча команды на турнире.

## Судьи
| Конфедерация | Рефери          | Ассистенты                        | Резервные арбитры | Видеоассистенты                                       |
| ------------ | --------------- | --------------------------------- | ----------------- | ----------------------------------------------------- |
| АФК          | Хамис аль-Марри | Мохаммад Дхарман Рамзан аль-Наеми | Ко Хюнг-джин      | Якуб аль-Хаммади Абдулла Али аль-Марри Хироюки Кимура |
| АФК          | Крис Бит        | Антон Щетинин Эшли Бичам          | Ко Хюнг-джин      | Якуб аль-Хаммади Абдулла Али аль-Марри Хироюки Кимура |
| АФК          | Ма Нинг         | Жианг Ши Джи Чао                  | Ко Хюнг-джин      | Якуб аль-Хаммади Абдулла Али аль-Марри Хироюки Кимура |

## Групповой этап
Победители групп и команды, занявшие вторые места, так же как и четыре лучшие команды, занявшие третьи места, проходят в 1/8 финала.

### Критерии классификации
Места, занимаемые командами на групповом этапе, определяются нижеследующими критериями:
1. Очки, набранные во всех матчах группового этапа (три очка за победу, одно очко за ничью, ноль очков за поражение);
2. Разница забитых и пропущенных мячей во всех матчах группового этапа;
3. Количество забитых голов во всех матчах группового этапа;
4. Очки, полученные в очных встречах между командами;
5. Разница мячей в очных встречах между командами;
6. Количество забитых мячей в очных встречах между командами;
7. Очки фейр-плей во всех матчах группового этапа (жёлтые и красные карточки);
8. Жребий.

| Легенда | Легенда                                                                                          |
| ------- | ------------------------------------------------------------------------------------------------ |
|         | Победители групп, занявшие первые и вторые места, вышедшие в 1/8 финала                          |
|         | Четыре лучшие команды, занявшие третьи места по итогам группового турнира, вышедшие в 1/8 финала |
|         | Команды, потерявшие шанс на дальнейшее участие в турнире                                         |

### Группа A
| Поз | Команда        | И | В | Н | П | МЗ | МП | РМ | О | Квалификация     |
| --- | -------------- | - | - | - | - | -- | -- | -- | - | ---------------- |
| 1   | Бразилия (Х)   | 3 | 3 | 0 | 0 | 9  | 1  | +8 | 9 | Выход в плей-офф |
| 2   | Ангола         | 3 | 2 | 0 | 1 | 4  | 4  | 0  | 6 | Выход в плей-офф |
| 3   | Новая Зеландия | 3 | 1 | 0 | 2 | 2  | 5  | −3 | 3 |                  |
| 4   | Канада         | 3 | 0 | 0 | 3 | 2  | 7  | −5 | 0 |                  |

| Бразилия                                           | 4:1 (2:0) | Канада         |
| -------------------------------------------------- | --------- | -------------- |
| Пеглоу 17′ 46′ · Франклин 45+1′ (авт.) · Верон 56′ | (отчёт)   | Рассел-Роу 86′ |

| Новая Зеландия | 1:2 (0:1) | Ангола                    |
| -------------- | --------- | ------------------------- |
| Гарбетт 54′    | (отчёт)   | Зини 6′ · Барк 60′ (авт.) |

| Бразилия                            | 3:0 (1:0) | Новая Зеландия |
| ----------------------------------- | --------- | -------------- |
| Кайо 20′ · Таллес 81′ · Диего 90+1′ | (отчёт)   |                |

| Ангола                  | 2:1 (1:0) | Канада         |
| ----------------------- | --------- | -------------- |
| Зини 31′ · Нзанза 90+4′ | (отчёт)   | Рассел-Роу 49′ |

| Ангола | 0:2 (0:0) | Бразилия               |
| ------ | --------- | ---------------------- |
|        | (отчёт)   | Таллес 68′ · Верон 77′ |

| Канада | 0:1 (0:1) | Новая Зеландия |
| ------ | --------- | -------------- |
|        | (отчёт)   | Гарбетт 27′    |

### Группа B
| Поз | Команда   | И | В | Н | П | МЗ | МП | РМ | О | Квалификация     |
| --- | --------- | - | - | - | - | -- | -- | -- | - | ---------------- |
| 1   | Нигерия   | 3 | 2 | 0 | 1 | 8  | 6  | +2 | 6 | Выход в плей-офф |
| 2   | Эквадор   | 3 | 2 | 0 | 1 | 7  | 6  | +1 | 6 | Выход в плей-офф |
| 3   | Австралия | 3 | 1 | 1 | 1 | 5  | 5  | 0  | 4 |                  |
| 4   | Венгрия   | 3 | 0 | 1 | 2 | 6  | 9  | −3 | 1 |                  |

| Нигерия                                            | 4:2 (1:2) | Венгрия                 |
| -------------------------------------------------- | --------- | ----------------------- |
| Тижани 20′ (пен.), 85′ · Ибрагим 79′ · Аденийи 81′ | (отчёт)   | Комароми 3′ · Майор 28′ |

| Эквадор                       | 2:1 (2:0) | Австралия |
| ----------------------------- | --------- | --------- |
| Плуас 4′ · Млинарич 9′ (авт.) | (отчёт)   | Ботич 90′ |

| Нигерия           | 3:2 (1:1) | Эквадор                              |
| ----------------- | --------- | ------------------------------------ |
| Саид 5′, 85′, 89′ | (отчёт)   | Джинаду 10′ (авт.) · Мина 56′ (пен.) |

| Австралия                    | 2:2 (0:2) | Венгрия                         |
| ---------------------------- | --------- | ------------------------------- |
| Ботич 69′ (пен.) · Уоттс 74′ | (отчёт)   | Барат 14′ · Цуйгебер 20′ (пен.) |

| Австралия             | 2:1 (1:1) | Нигерия     |
| --------------------- | --------- | ----------- |
| Ботич 13′, 54′ (пен.) | (отчёт)   | Олавале 21′ |

| Венгрия        | 2:3 (0:0) | Эквадор                           |
| -------------- | --------- | --------------------------------- |
| Немет 50′, 73′ | (отчёт)   | Вите 66′ · Меркадо 68′ · Мина 86′ |

### Группа C
| Поз | Команда          | И | В | Н | П | МЗ | МП | РМ | О | Квалификация     |
| --- | ---------------- | - | - | - | - | -- | -- | -- | - | ---------------- |
| 1   | Франция          | 3 | 3 | 0 | 0 | 7  | 1  | +6 | 9 | Выход в плей-офф |
| 2   | Республика Корея | 3 | 2 | 0 | 1 | 5  | 5  | 0  | 6 | Выход в плей-офф |
| 3   | Чили             | 3 | 1 | 0 | 2 | 5  | 6  | −1 | 3 |                  |
| 4   | Гаити            | 3 | 0 | 0 | 3 | 3  | 8  | −5 | 0 |                  |

| Франция                        | 2:0 (0:0) | Чили |
| ------------------------------ | --------- | ---- |
| Агуме 63′ (пен.) · Лихаджи 64′ | (отчёт)   |      |

| Республика Корея                | 2:1 (2:0) | Гаити    |
| ------------------------------- | --------- | -------- |
| Ум Джи Сон 26′ · Чой Мин Со 41′ | (отчёт)   | Сент 88′ |

| Республика Корея | 1:3 (0:2) | Франция                                    |
| ---------------- | --------- | ------------------------------------------ |
| Чон Сан Бин 89′  | (отчёт)   | Калимуэндо 17′ · Пембеле 42′ · Лихаджи 78′ |

| Чили                                                 | 4:2 (2:1) | Гаити                          |
| ---------------------------------------------------- | --------- | ------------------------------ |
| Рохас 11′ · Ценеус 45′ (авт.) · Тапия 52′ · Тати 89′ | (отчёт)   | Жанти 37′ (пен.) · Жоликур 55′ |

| Чили     | 1:2 (1:2) | Республика Корея                |
| -------- | --------- | ------------------------------- |
| Орос 41′ | (отчёт)   | Пак Сан Хун 1′ · Хон Сон Ук 30′ |

| Гаити | 0:2 (0:0) | Франция                |
| ----- | --------- | ---------------------- |
|       | (отчёт)   | Рюттер 78′ (пен.), 79′ |

### Группа D
| Поз | Команда    | И | В | Н | П | МЗ | МП | РМ | О | Квалификация     |
| --- | ---------- | - | - | - | - | -- | -- | -- | - | ---------------- |
| 1   | Япония     | 3 | 2 | 1 | 0 | 4  | 0  | +4 | 7 | Выход в плей-офф |
| 2   | Сенегал    | 3 | 2 | 0 | 1 | 7  | 3  | +4 | 6 | Выход в плей-офф |
| 3   | Нидерланды | 3 | 1 | 0 | 2 | 5  | 6  | −1 | 3 |                  |
| 4   | США        | 3 | 0 | 1 | 2 | 1  | 8  | −7 | 1 |                  |

| США      | 1:4 (1:1) | Сенегал                                            |
| -------- | --------- | -------------------------------------------------- |
| Бузио 3′ | (отчёт)   | С.Файе 45+3′ · Балде 72′ · А.Файе 76′ · П.Сарр 88′ |

| Япония                                  | 3:0 (1:0) | Нидерланды |
| --------------------------------------- | --------- | ---------- |
| Вакацуки 36′, 69′ · Нисикава 77′ (пен.) | (отчёт)   |            |

| США | 0:0 (0:0) | Япония |
| --- | --------- | ------ |
|     | (отчёт)   |        |

| Нидерланды | 1:3 (1:0) | Сенегал                              |
| ---------- | --------- | ------------------------------------ |
| Баннис 10′ | (отчёт)   | П.Сарр 46′, 87′ (пен.) · Балде 90+5′ |

| Нидерланды                               | 4:0 (1:0) | США |
| ---------------------------------------- | --------- | --- |
| Хансен 42′, 51′ · Табауни 70′ · Браф 86′ | (отчёт)   |     |

| Сенегал | 0:1 (0:0) | Япония       |
| ------- | --------- | ------------ |
|         | (отчёт)   | Нисикава 83′ |

### Группа E
| Поз | Команда     | И | В | Н | П | МЗ | МП | РМ | О | Квалификация     |
| --- | ----------- | - | - | - | - | -- | -- | -- | - | ---------------- |
| 1   | Испания     | 3 | 2 | 1 | 0 | 7  | 1  | +6 | 7 | Выход в плей-офф |
| 2   | Аргентина   | 3 | 2 | 1 | 0 | 6  | 2  | +4 | 7 | Выход в плей-офф |
| 3   | Таджикистан | 3 | 1 | 0 | 2 | 3  | 8  | −5 | 3 |                  |
| 4   | Камерун     | 3 | 0 | 0 | 3 | 1  | 6  | −5 | 0 |                  |

| Испания | 0:0 (0:0) | Аргентина |
| ------- | --------- | --------- |
|         | (отчёт)   |           |

| Таджикистан         | 1:0 (0:0) | Камерун |
| ------------------- | --------- | ------- |
| Рахматов 51′ (пен.) | (отчёт)   |         |

| Испания                                                    | 5:1 (4:1) | Таджикистан         |
| ---------------------------------------------------------- | --------- | ------------------- |
| Валера 4′ · Наварро 20′, 64′ · Морено 35′ · Ларрубия 45+1′ | (отчёт)   | Каррильо 37′ (авт.) |

| Камерун  | 1:3 (1:0) | Аргентина                               |
| -------- | --------- | --------------------------------------- |
| Бере 10′ | (отчёт)   | Флорес 58′ · Криланович 63′ · Годой 88′ |

| Камерун | 0:2 (0:2) | Испания                  |
| ------- | --------- | ------------------------ |
|         | (отчёт)   | Эскобар 21′ · Мориба 42′ |

| Аргентина                   | 3:1 (1:0) | Таджикистан       |
| --------------------------- | --------- | ----------------- |
| Ороско 38′, 78′ · Годой 89′ | (отчёт)   | Соиров 81′ (пен.) |

### Группа F
| Поз | Команда            | И | В | Н | П | МЗ | МП | РМ  | О | Квалификация     |
| --- | ------------------ | - | - | - | - | -- | -- | --- | - | ---------------- |
| 1   | Парагвай           | 3 | 2 | 1 | 0 | 9  | 1  | +8  | 7 | Выход в плей-офф |
| 2   | Италия             | 3 | 2 | 0 | 1 | 8  | 3  | +5  | 6 | Выход в плей-офф |
| 3   | Мексика            | 3 | 1 | 1 | 1 | 9  | 2  | +7  | 4 |                  |
| 4   | Соломоновы Острова | 3 | 0 | 0 | 3 | 0  | 20 | −20 | 0 |                  |

| Соломоновы Острова | 0:5 (0:3) | Италия                                                 |
| ------------------ | --------- | ------------------------------------------------------ |
|                    | (отчёт)   | Ньонто 24′, 34′ · Кудриг 29′ · Тонгья 75′ · Капоне 81′ |

| Парагвай | 0:0 (0:0) | Мексика |
| -------- | --------- | ------- |
|          | (отчёт)   |         |

| Соломоновы Острова | 0:7 (0:2) | Парагвай                                                                              |
| ------------------ | --------- | ------------------------------------------------------------------------------------- |
|                    | (отчёт)   | Ногера 3′ · Сеговия 43′ · Торрес 65′, 89′ · Пресентадо 68′ · Барриос 78′ · Дуарту 88′ |

| Мексика        | 1:2 (0:0) | Италия                    |
| -------------- | --------- | ------------------------- |
| Альварес 90+2′ | (отчёт)   | Ньонто 74′ · Удоджи 90+4′ |

| Мексика                                                                    | 8:0 (3:0) | Соломоновы Острова |
| -------------------------------------------------------------------------- | --------- | ------------------ |
| Альварес 2′, 63′ · Гомес 33′, 80′ · Пуэнте 44′ · Луна 58′, 90′ · Авила 72′ | (отчёт)   |                    |

| Италия    | 1:2 (1:1) | Парагвай                  |
| --------- | --------- | ------------------------- |
| Пирола 3′ | (отчёт)   | Дуарту 37′ · Киньонес 52′ |

### Сравнение команд, занявших третье место
| Поз | Гр. | Команда        | И | В | Н | П | МЗ | МП | РМ | О | Квалификация     |
| --- | --- | -------------- | - | - | - | - | -- | -- | -- | - | ---------------- |
| 1   | F   | Мексика        | 3 | 1 | 1 | 1 | 9  | 2  | +7 | 4 | Выход в плей-офф |
| 2   | B   | Австралия      | 3 | 1 | 1 | 1 | 5  | 5  | 0  | 4 | Выход в плей-офф |
| 3   | C   | Чили           | 3 | 1 | 0 | 2 | 5  | 6  | −1 | 3 | Выход в плей-офф |
| 4   | D   | Нидерланды     | 3 | 1 | 0 | 2 | 5  | 6  | −1 | 3 | Выход в плей-офф |
| 5   | A   | Новая Зеландия | 3 | 1 | 0 | 2 | 2  | 5  | −3 | 3 |                  |
| 6   | E   | Таджикистан    | 3 | 1 | 0 | 2 | 3  | 8  | −5 | 3 |                  |

1. 1 2  Очки фейр-плей: Чили −4, Нидерланды −9.

## Плей-офф
В стадии плей-офф ничьи не фиксируются, дополнительное время не назначается. В случае ничейного исхода по окончании 90 минут матча назначаются послематчевые пенальти для определения победителя.
В 1/8 финала четыре лучшие команды, занявшие третье место в своих группах, сыграли с победителями групп A, B, C и D. Конкретная сетка зависела от того, какие именно команды, занявшие третье место, квалифицировались в плей-офф. Ниже представлены варианты:
 Возможные комбинации
| Команды, занявшие третье место | Команды, занявшие третье место | Команды, занявшие третье место | Команды, занявшие третье место | Команды, занявшие третье место | Команды, занявшие третье место |    | 1A | 1B | 1C | 1D |
| ------------------------------ | ------------------------------ | ------------------------------ | ------------------------------ | ------------------------------ | ------------------------------ | -- | -- | -- | -- | -- |
| A                              | B                              | C                              | D                              |                                |                                | 3C | 3D | 3A | 3B |    |
| A                              | B                              | C                              |                                | E                              |                                | 3C | 3A | 3B | 3E |    |
| A                              | B                              | C                              |                                |                                | F                              | 3C | 3A | 3B | 3F |    |
| A                              | B                              |                                | D                              | E                              |                                | 3D | 3A | 3B | 3E |    |
| A                              | B                              |                                | D                              |                                | F                              | 3D | 3A | 3B | 3F |    |
| A                              | B                              |                                |                                | E                              | F                              | 3E | 3A | 3B | 3F |    |
| A                              |                                | C                              | D                              | E                              |                                | 3C | 3D | 3A | 3E |    |
| A                              |                                | C                              | D                              |                                | F                              | 3C | 3D | 3A | 3F |    |
| A                              |                                | C                              |                                | E                              | F                              | 3C | 3A | 3F | 3E |    |
| A                              |                                |                                | D                              | E                              | F                              | 3D | 3A | 3F | 3E |    |
|                                | B                              | C                              | D                              | E                              |                                | 3C | 3D | 3B | 3E |    |
|                                | B                              | C                              | D                              |                                | F                              | 3C | 3D | 3B | 3F |    |
|                                | B                              | C                              |                                | E                              | F                              | 3E | 3C | 3B | 3F |    |
|                                | B                              |                                | D                              | E                              | F                              | 3E | 3D | 3B | 3F |    |
|                                |                                | C                              | D                              | E                              | F                              | 3C | 3D | 3F | 3E |    |

### Сетка
|  | 1/8 финала           | 1/8 финала            |                       |      | Четвертьфиналы    | Четвертьфиналы    |                  |                  | Полуфиналы | Полуфиналы |  |  | Финал | Финал |
|  |                      |                       |                       |      |                   |                   |                  |                  |            |            |  |  |       |       |
|  | 5 ноября — Гояния    |                       |                       |      |                   |                   |                  |                  |            |            |  |  |       |       |
|  |                      |                       |                       |      |                   |                   |                  |                  |            |            |  |  |       |       |
|  | Ангола               | 0                     |                       |      |                   |                   |                  |                  |            |            |  |  |       |       |
|  | Ангола               | 0                     | 10 ноября — Кариасика |      |                   |                   |                  |                  |            |            |  |  |       |       |
|  | Республика Корея     | 1                     |                       |      |                   |                   |                  |                  |            |            |  |  |       |       |
|  | Республика Корея     | 1                     | Республика Корея      | 0    |                   |                   |                  |                  |            |            |  |  |       |       |
|  | 6 ноября — Гама      |                       | Республика Корея      | 0    |                   |                   |                  |                  |            |            |  |  |       |       |
|  |                      | Мексика               | 1                     |      |                   |                   |                  |                  |            |            |  |  |       |       |
|  | Япония               | Мексика               | 1                     | 0    |                   |                   |                  |                  |            |            |  |  |       |       |
|  | Япония               |                       | 14 ноября — Гама      | 0    |                   |                   |                  |                  |            |            |  |  |       |       |
|  | Мексика              | 2                     |                       |      |                   |                   |                  |                  |            |            |  |  |       |       |
|  | Мексика              | 2                     | Мексика пен.          | 1(4) |                   |                   |                  |                  |            |            |  |  |       |       |
|  | 5 ноября — Гояния    |                       | Мексика пен.          | 1(4) |                   |                   |                  |                  |            |            |  |  |       |       |
|  |                      | Нидерланды            | 1 (3)                 |      |                   |                   |                  |                  |            |            |  |  |       |       |
|  | Нигерия              | Нидерланды            | 1 (3)                 | 1    |                   |                   |                  |                  |            |            |  |  |       |       |
|  | Нигерия              | 10 ноября — Кариасика |                       | 1    |                   |                   |                  |                  |            |            |  |  |       |       |
|  | Нидерланды           | 3                     |                       |      |                   |                   |                  |                  |            |            |  |  |       |       |
|  | Нидерланды           | 3                     | Нидерланды            | 4    |                   |                   |                  |                  |            |            |  |  |       |       |
|  | 7 ноября — Кариасика |                       | Нидерланды            | 4    |                   |                   |                  |                  |            |            |  |  |       |       |
|  |                      | Парагвай              | 1                     |      |                   |                   |                  |                  |            |            |  |  |       |       |
|  | Парагвай             | Парагвай              | 1                     | 3    |                   |                   |                  |                  |            |            |  |  |       |       |
|  | Парагвай             |                       | 17 ноября — Гама      | 3    |                   |                   |                  |                  |            |            |  |  |       |       |
|  | Аргентина            | 2                     |                       |      |                   |                   |                  |                  |            |            |  |  |       |       |
|  | Аргентина            | 2                     | Мексика               | 1    |                   |                   |                  |                  |            |            |  |  |       |       |
|  | 6 ноября — Гояния    |                       | Мексика               | 1    |                   |                   |                  |                  |            |            |  |  |       |       |
|  |                      | Бразилия              | 2                     |      |                   |                   |                  |                  |            |            |  |  |       |       |
|  | Испания              | Бразилия              | 2                     | 2    |                   |                   |                  |                  |            |            |  |  |       |       |
|  | Испания              | 11 ноября — Гояния    |                       | 2    |                   |                   |                  |                  |            |            |  |  |       |       |
|  | Сенегал              | 1                     |                       |      |                   |                   |                  |                  |            |            |  |  |       |       |
|  | Сенегал              | 1                     | Испания               | 1    |                   |                   |                  |                  |            |            |  |  |       |       |
|  | 6 ноября — Гояния    |                       | Испания               | 1    |                   |                   |                  |                  |            |            |  |  |       |       |
|  |                      | Франция               | 6                     |      |                   |                   |                  |                  |            |            |  |  |       |       |
|  | Франция              | Франция               | 6                     | 4    |                   |                   |                  |                  |            |            |  |  |       |       |
|  | Франция              |                       | 14 ноября — Гама      | 4    |                   |                   |                  |                  |            |            |  |  |       |       |
|  | Австралия            | 0                     |                       |      |                   |                   |                  |                  |            |            |  |  |       |       |
|  | Австралия            | 0                     | Франция               | 2    |                   |                   |                  |                  |            |            |  |  |       |       |
|  | 7 ноября — Кариасика |                       | Франция               | 2    |                   |                   |                  |                  |            |            |  |  |       |       |
|  |                      | Бразилия              | 3                     |      | Матч за 3-е место | Матч за 3-е место |                  |                  |            |            |  |  |       |       |
|  | Эквадор              | Бразилия              | 3                     | 0    | Матч за 3-е место | Матч за 3-е место |                  |                  |            |            |  |  |       |       |
|  | Эквадор              | 11 ноября — Гояния    | 11 ноября — Гояния    | 0    |                   |                   | 17 ноября — Гама | 17 ноября — Гама |            |            |  |  |       |       |
|  | Италия               | 11 ноября — Гояния    | 11 ноября — Гояния    | 1    |                   |                   | 17 ноября — Гама | 17 ноября — Гама |            |            |  |  |       |       |
|  | Италия               | Италия                | 0                     | 1    | Нидерланды        | 1                 |                  |                  |            |            |  |  |       |       |
|  | 6 ноября — Гама      | Италия                | 0                     |      | Нидерланды        | 1                 |                  |                  |            |            |  |  |       |       |
|  |                      | Бразилия              | 2                     |      | Франция           | 3                 |                  |                  |            |            |  |  |       |       |
|  | Бразилия             | Бразилия              | 2                     | 3    | Франция           | 3                 |                  |                  |            |            |  |  |       |       |
|  | Бразилия             |                       |                       | 3    |                   |                   |                  |                  |            |            |  |  |       |       |
|  | Чили                 | 2                     |                       |      |                   |                   |                  |                  |            |            |  |  |       |       |
|  | Чили                 | 2                     |                       |      |                   |                   |                  |                  |            |            |  |  |       |       |

### 1/8 финала
| Ангола | 0:1 (0:1) | Республика Корея |
| ------ | --------- | ---------------- |
|        | (отчёт)   | Чой Мин Со 33′   |

| Нигерия      | 1:3 (1:2) | Нидерланды               |
| ------------ | --------- | ------------------------ |
| Олусегун 12′ | (отчёт)   | Хансен 4′ 15′ 80′ (пен.) |

| Испания                  | 2:1 (1:0) | Сенегал     |
| ------------------------ | --------- | ----------- |
| Наварро 27′ · Валера 59′ | (отчёт)   | С. Файе 85′ |

| Япония | 0:2 (0:0) | Мексика                  |
| ------ | --------- | ------------------------ |
|        | (отчёт)   | Писсуто 57′ · Муньос 74′ |

| Бразилия                              | 3:2 (2:2) | Чили         |
| ------------------------------------- | --------- | ------------ |
| Каю Жоржи 8′ 45+2′ (пен.) · Диего 65′ | (отчёт)   | Крус 25′ 41′ |

| Франция                     | 4:0 (1:0) | Австралия |
| --------------------------- | --------- | --------- |
| Мбюкю 6′ 74′ 82′ · Мийо 87′ | (отчёт)   |           |

| Эквадор | 0:1 (0:0) | Италия        |
| ------- | --------- | ------------- |
|         | (отчёт)   | Ористанио 76′ |

| Парагвай                                  | 3:2 (0:2) | Аргентина                |
| ----------------------------------------- | --------- | ------------------------ |
| Кано 58′ (авт.) · Торрес 73′ · Дуарту 86′ | (отчёт)   | Себальос 27′ · Годой 27′ |

### Четвертьфиналы
| Нидерланды                                     | 4:1 (2:1) | Парагвай     |
| ---------------------------------------------- | --------- | ------------ |
| Хувер 30′ · Хансен 40′ · Браф 78′ · Унювар 86′ | (отчёт)   | Дуарту 45+1′ |

| Республика Корея | 0:1 (0:0) | Мексика   |
| ---------------- | --------- | --------- |
|                  | (отчёт)   | Авила 77′ |

| Испания   | 1:6 (1:2) | Франция                                                                       |
| --------- | --------- | ----------------------------------------------------------------------------- |
| Валера 9′ | (отчёт)   | Куасси 21′ · Мбюкю 36′ · Лихаджи 46′ · Пембеле 54′ · Рюттер 59′ · Аушиш 90+3′ |

| Италия | 0:2 (0:2) | Бразилия               |
| ------ | --------- | ---------------------- |
|        | (отчёт)   | Патрик 6′ · Пеглоу 40′ |

### Полуфиналы
| Мексика                                                          | 1:1     | Нидерланды                                        |
| ---------------------------------------------------------------- | ------- | ------------------------------------------------- |
| Альварес 79′                                                     | (отчёт) | Регер 74′                                         |
| Пенальти                                                         |         |                                                   |
| Альварес · Муньос · Хесус Гомес · Писсуто · Хоэль Гомес · Гусман | 4:3     | Матсен · Унювар · Табауни · Браф · Хансен · Регер |

| Франция                   | 2:3     | Бразилия                               |
| ------------------------- | ------- | -------------------------------------- |
| Калимуэндо 9′ · Мбюкю 13′ | (отчёт) | Каю Жоржи 62′ · Верон 76′ · Лазаро 89′ |

### Матч за 3-е место
| Нидерланды  | 1:3     | Франция                |
| ----------- | ------- | ---------------------- |
| Табауни 15′ | (отчёт) | Калимуэндо 22′ 54′ 62′ |

### Финал
| Мексика      | 1:2     | Бразилия                            |
| ------------ | ------- | ----------------------------------- |
| Гонсалес 66′ | (отчёт) | Каю Жоржи 84′ (пен.) · Лазаро 90+3′ |

### Чемпион
| Чемпион мира по футболу среди юношей 2019 |
| ----------------------------------------- |
| Бразилия Четвёртый титул                  |

## Бомбардиры
6 голов
- Сонтье Хансен

5 голов
- Натаниэль Мбюкю
- Каю Жоржи
- Арно Калимуэндо

4 гола
- Ноа Ботич
- Диего Дуарту
- Эфраин Альварес

3 гола
- Ибрахим Саид
- Пап Сарр
- Вилли Ньонто
- Матиас Годой
- Жуан Пеглоу
- Габриэл Верон
- Исаак Лихаджи
- Жоржинио Рюттер
- Диего Торрес

2 гола
- Зини
- Джейсен Рассел-Роу
- Ямато Вакацуки
- Самсон Тижани
- Алиу Балде
- Лазаро

## Спонсоры
| - Adidas - Coca-Cola - Hyundai-Kia | - Qatar Airways - VISA - Wanda Group |